# Echiniscus cavagnaroi
Echiniscus cavagnaroi är en djurart som tillhör fylumet trögkrypare, och som beskrevs av Schuster och Albert A. Grigarick 1966. Echiniscus cavagnaroi ingår i släktet Echiniscus och familjen Echiniscidae. Inga underarter finns listade i Catalogue of Life.